# Halina Poświatowska

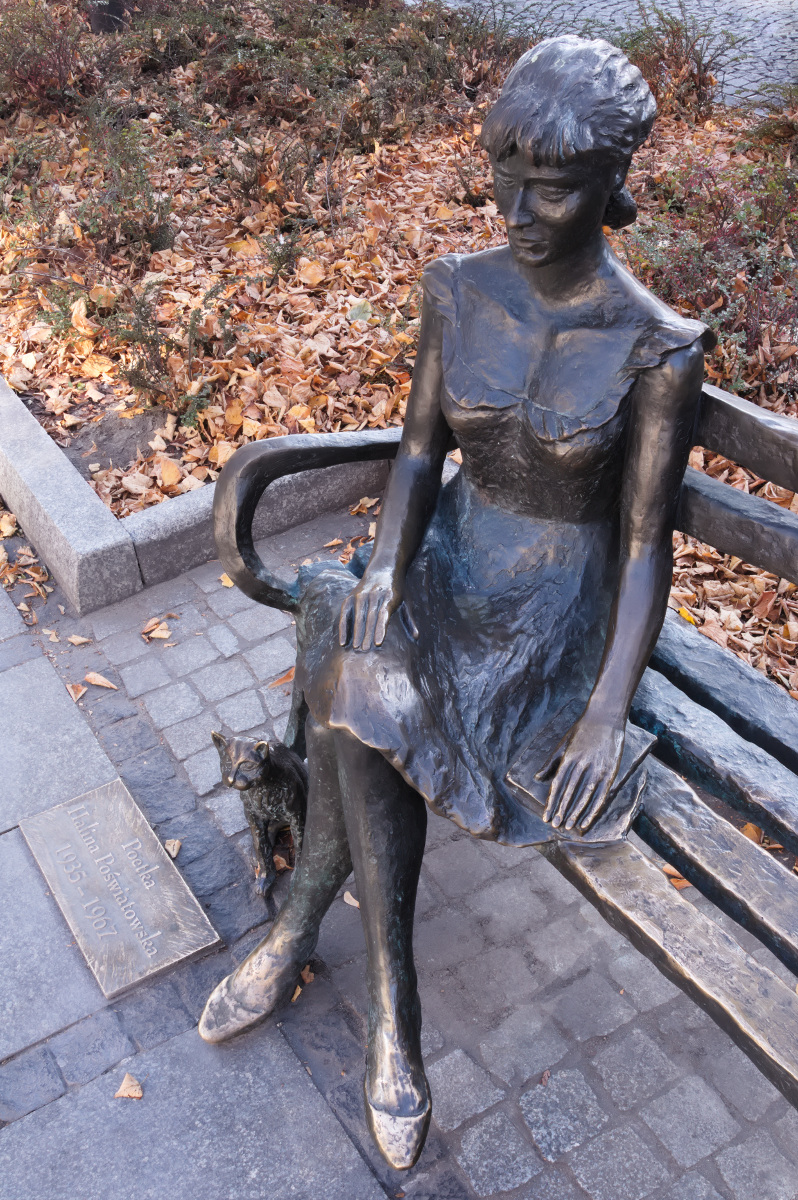
Ławeczka Haliny Poświatowskiej w Częstochowie

Halina Poświatowska z domu Myga (ur. 9 maja 1935 w Częstochowie, zm. 11 października 1967 w Warszawie) – polska poetka oraz pisarka.

## Życiorys

### Dzieciństwo i młodość
Poetka przyszła na świat w Częstochowie w rodzinie rzemieślniczej jako Halina Myga, jednak ksiądz wprowadził Helena zamiast Halina do księgi parafialnej chrztów i urodzin, uznając imię Halina jako nie figurujące w rejestrze świętych. Ona sama formalnie dokonała zmiany imienia w 1961. Halina miała troje rodzeństwa: Małgorzatę, Elżbietę i Zbigniewa. Elżbieta umarła, mając zaledwie trzy lata. Halina uczyła się w gimnazjum „Nauka i Praca”, a po jego zamknięciu w żeńskim I Liceum Ogólnokształcącym im. Juliusza Słowackiego.
Największy wpływ na jej przyszłe życie i zdrowie wywarły ostatnie dni okupacji niemieckiej przed wkroczeniem Armii Czerwonej do rodzinnego miasta: od 15 do 16 stycznia 1945 Halina z rodziną ukrywała się w piwnicy. Pobyt w zimnym, wilgotnym pomieszczeniu sprawił, że Halina zachorowała na anginę, a choroba pozostawiła po sobie nieodwracalne skutki. Bakterie paciorkowca, atakując organizm, spowodowały zapalenie stawów i w konsekwencji powstanie wady serca: zmiany we wsierdziu – wady zastawki dwudzielnej.

### Choroba
Z powodu wady serca, wówczas nieuleczalnej, większość życia spędziła w szpitalach i sanatoriach. Tam poznała swojego przyszłego męża, Adolfa Ryszarda Poświatowskiego (1930–1956), także ciężko chorego na serce, malarza i studenta Państwowej Wyższej Szkoły Filmowej w Łodzi. Ślub wzięli 30 kwietnia 1954 w Częstochowie. Po dwóch latach małżeństwa, Adolf zmarł nagle, 22 marca 1956 roku w Krakowie, a poetka w wieku 21 lat została wdową. W 1958 dzięki zbiórce środków wśród Polonii amerykańskiej, Poświatowska przeszła operację serca w Stanach Zjednoczonych. Zamiast wrócić bezpośrednio do Polski, Poświatowska, nie zgłaszając tego polskim władzom paszportowym, złożyła wniosek o pełne stypendium (tj. z zapłatą czesnego) w prestiżowym college’u dla bogatych dziewcząt, Smith College, w Berkshires w Northampton. Stypendium zostało przyznane pomimo braku odpowiedniej znajomości języka angielskiego przez aplikującą. Poetka ukończyła college po trzech latach, tj. o rok szybciej niż przewidywał to tamtejszy tok studiów. Stopień bachelor of arts otrzymała 11 czerwca 1961. Pomimo otrzymania oferty matrykulacji z pełnym stypendium na studia doktoranckie na Katedrze Filozofii Stanford University w Kalifornii niedaleko San Francisco, Poświatowska, stęskniona za rodziną, powróciła do Polski. Po powrocie zamieszkała w Krakowie. Zdała na IV rok studiów filozoficznych na Uniwersytecie Jagiellońskim i wprowadziła się do Domu Literatów przy ulicy Krupniczej. Z Krakowem związane były ostatnie lata jej życia.

### Śmierć

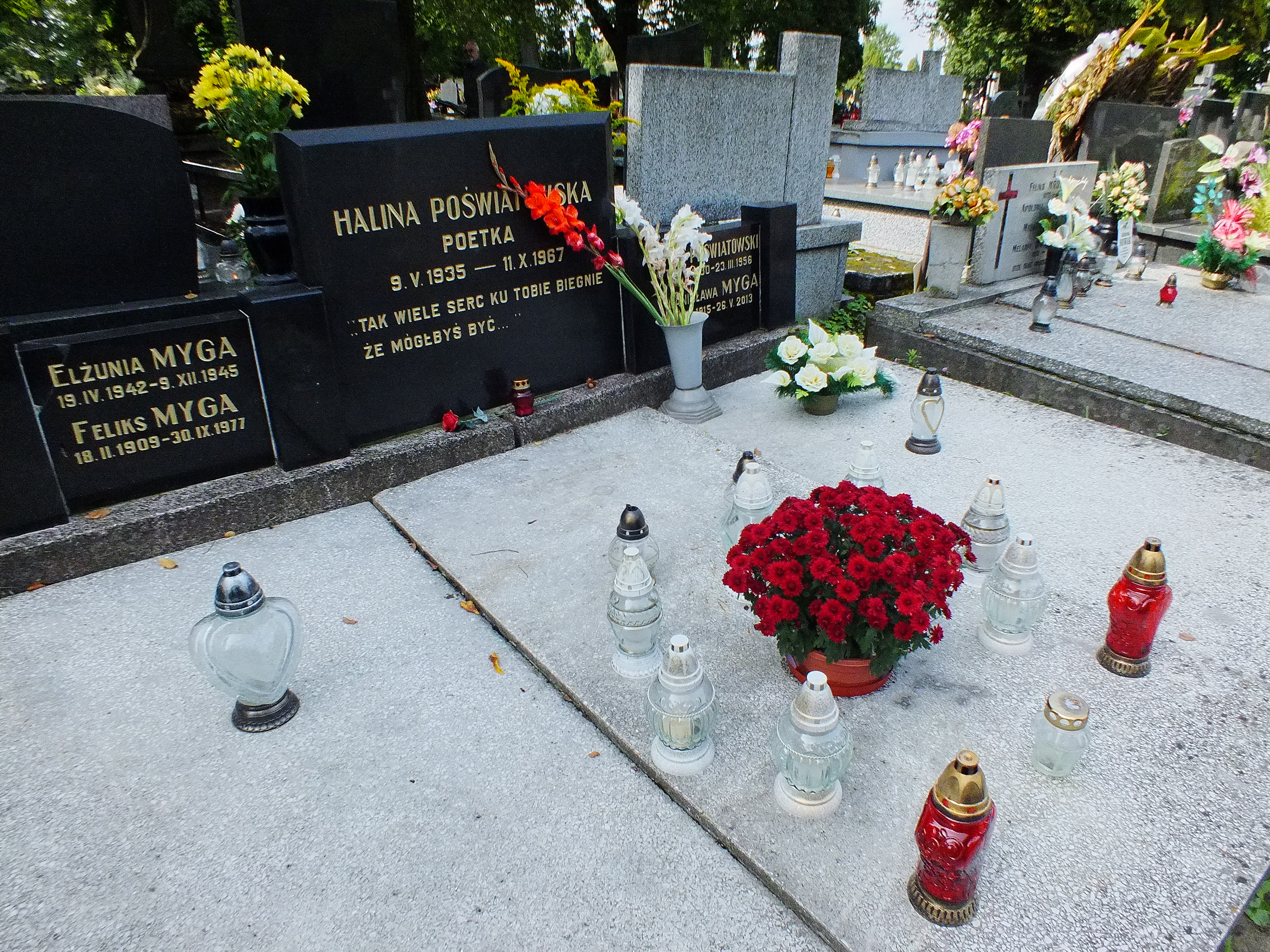
Grób Haliny Poświatowskiej

W 1967 stan zdrowia Poświatowskiej był bardzo zły, dlatego podjęto decyzję o kolejnej operacji serca, tym razem w Warszawie. Osiem dni po zabiegu, 11 października, poetka zmarła w wyniku powikłań zakrzepowo-zatorowych. Grób Haliny Poświatowskiej i jej męża znajduje się na cmentarzu św. Rocha w Częstochowie.

### Upamiętnienie
9 maja 2007 w jej rodzinnym domu w Częstochowie przy ul. Jasnogórskiej 23 otwarto Dom Poezji – Muzeum Haliny Poświatowskiej (część Muzeum Częstochowskiego), gdzie zgromadzono m.in. rodzinne pamiątki. Także w Częstochowie, w Szkole Podstawowej nr 8, istnieje izba pamięci poetki z jej pomnikiem wykonanym w naturalnych rozmiarach z żywicy przez częstochowskiego rzeźbiarza Szymona Wypycha. W roku 2007 odsłonięto w Częstochowie Ławeczkę Haliny Poświatowskiej. Od roku 1994 poetka jest patronką XXXII Liceum Ogólnokształcącego w Łodzi, a od roku 1996 Szkoły Podstawowej nr 8 w Częstochowie.

## Poezja

### Lata 50. i 60. XX wieku

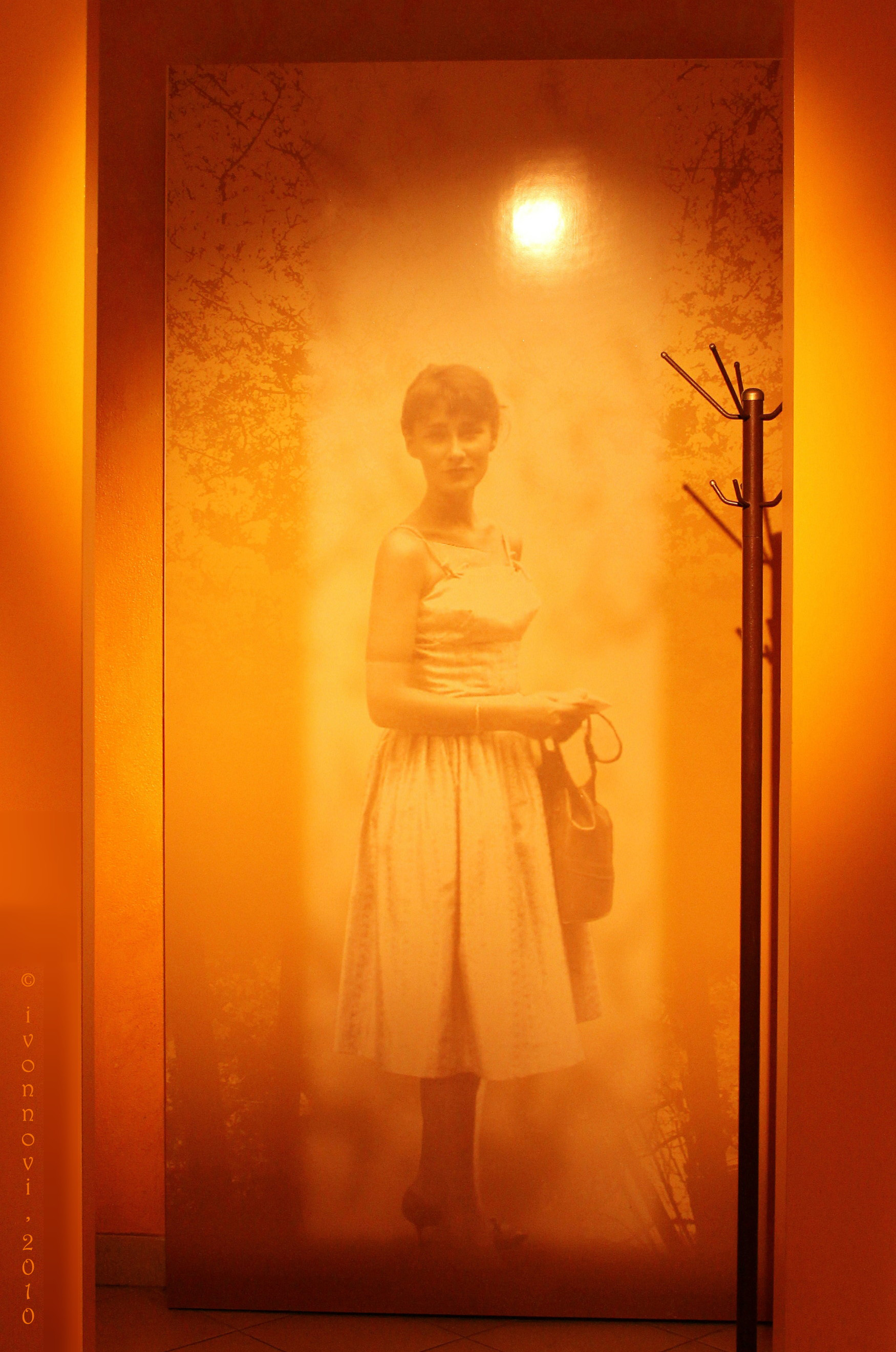
Zdjęcie poetki w jej muzeum w Częstochowie

Poświatowska należy do pokolenia „Współczesności”. Zadebiutowała w 1956 publikując swoje wiersze w „Gazecie Częstochowskiej”. Za jej odkrywcę uważa się krytyka literackiego i poetę Tadeusza Gierymskiego, który – jak sam napisał w artykule „Pożegnania poetki” w tejże gazecie w 1967 roku – zrobił to z litości, nie oceniając jej poezji bardzo wysoko.
Jej pierwszy zbiór poezji Hymn bałwochwalczy pojawił się w roku 1958 i zebrał przychylne opinie krytyków i poetów. Następne wiersze zebrane zostały w trzech kolejnych tomikach poezji: Dzień dzisiejszy (1963), Oda do rąk (1966) i Jeszcze jedno wspomnienie (1968, pośmiertnie).
Głównymi motywami jej twórczości poetyckiej były przeplatające się wzajemnie miłość i śmierć. Świadoma swej kruchości Poświatowska dawała wielokrotnie wyrazy sprzeciwu wobec nieugiętego losu. Ubolewała nad niedoskonałością ludzkiego ciała, ale i umiała wykorzystać każdy moment przemijającego życia. W swych utworach nie pomijała także swojej kobiecości, pisała o sobie i innych kobietach, kobietach-bohaterkach. Wszystko to osadzone było w głębokich przemyśleniach filozoficznych. Poezja Haliny Poświatowskiej stanowi studium natury ludzkiej, kobiety pragnącej miłości i kobiety świadomej swej śmierci.

### Recepcja twórczości po śmierci
Po jej śmierci odnaleziono wiele niepublikowanych liryków, opowiadanie, bajkę dla dzieci, dramaty, listy – zebrane w „Dziełach” (Wydawnictwo Literackie, 1997). Na krótko przed śmiercią, w 1967 roku, Wydawnictwo Literackie opublikowało jej autobiograficzną powieść Opowieść dla przyjaciela, której ponowne wydanie ukazało się w 2017 roku nakładem tego samego wydawnictwa.
Tadeusz Baird skomponował w 1968 do jej tekstów pięć pieśni na mezzosopran i orkiestrę kameralną.
Od 1974 w Częstochowie odbywa się Ogólnopolski Konkurs Poetycki im. Haliny Poświatowskiej.
W 2025 Sanah i Kasia Kowalska wydały singiel pt. Kiedy umrę kochanie do wiersza Poświatowskiej.

### Rehabilitacja krytyczna i feministyczna

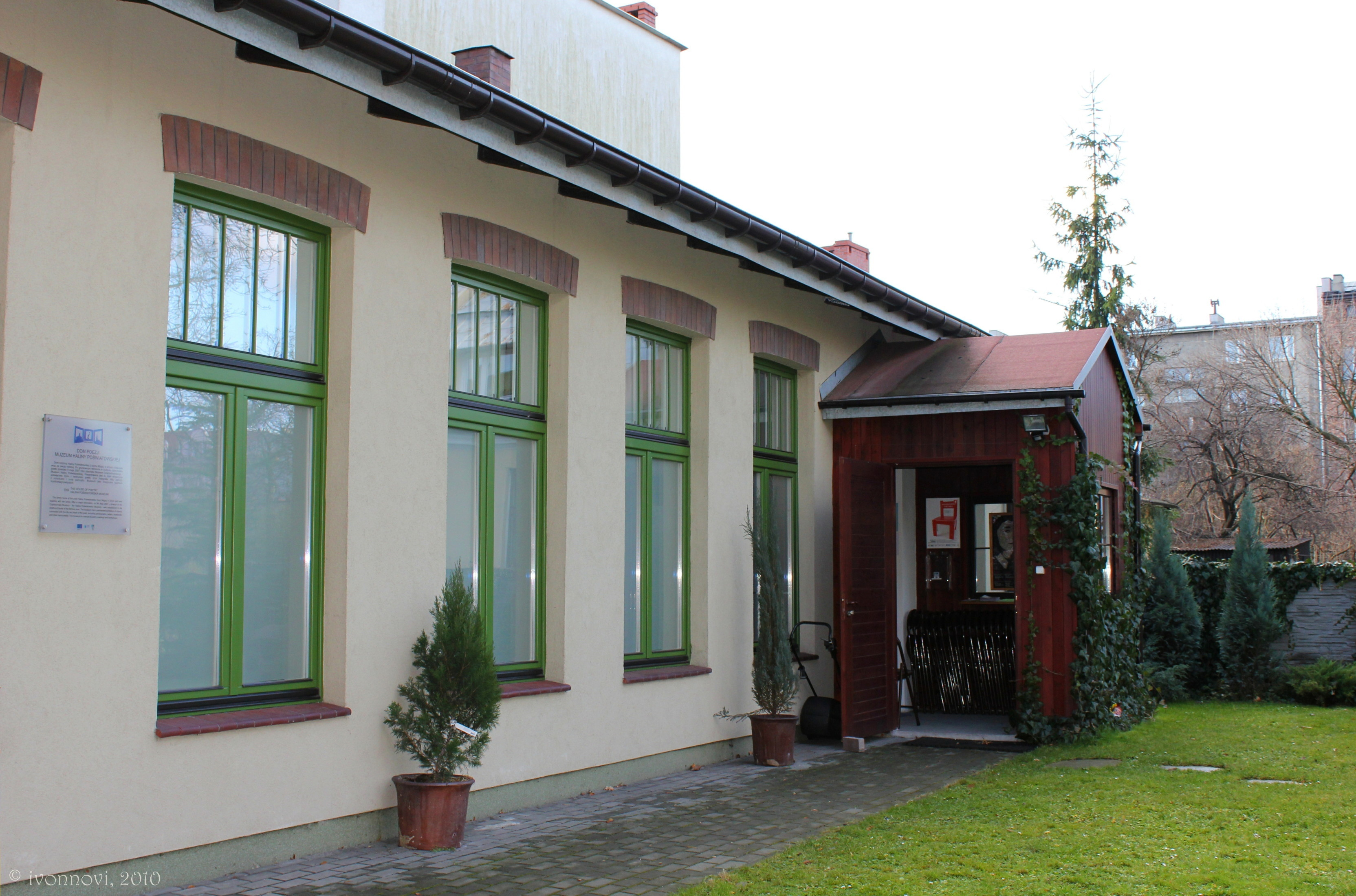
Dom Poezji – Muzeum Haliny Poświatowskiej w Częstochowie

Długo po śmierci Poświatowskiej jej poezja została potraktowana wiarygodniej, przychylniej przez naukowców i biografów niż przez środowisko literackie za jej życia. Jej poezja została gruntownie zrehabilitowana jako stricte intelektualna, analityczna, nowatorska oraz celująca technicznie, pomimo nagminnego fetyszyzowania jej krótszymi lirykami przez polskie dziewczęta i kobiety („otoczona jest nimbem sentymentalizmu”, podkreśla biografka Kalina Błażejowska).
W XXI wieku Grażyna Borkowska (Nierozważna i nieromantyczna. O Halinie Poświatowskiej) oraz Kalina Błażejowska (Uparte serce. Biografia Haliny Poświatowskiej) wydały wpływowe (oraz wielorako nagradzane) monografie literackie na temat dekonstrukcji elementów jej poezji czy niecenzuralnych historii z jej życia.

## Tomy wierszy
- Hymn Bałwochwalczy (1958),
- Dzień dzisiejszy (1963),
- Oda do rąk (1966),
- Jeszcze jedno wspomnienie (1967).

## Przekłady (wybór)
Bułgarski
- Умея само да обичам = Umiem tylko kochać, wiersze wybrane, przekład na język bułgarski Łyczezar Seliaszki, wyd. Faber, ISBN 978-954-400-443-9[21].

Niemiecki
- Immer wenn ich leben will = Zawsze, gdy pragnę żyć, przekład Monika Cagliesi-Zenkteler, Piper Verlag, München 2002, ISBN 3-492-04397-6.
- Erzählung für einen Freund = Opowieść dla przyjaciela, przekład Monika Cagliesi-Zenkteler, Piper Verlag, München 2002, ISBN 3-492-23491-7.

Perski
- Ej zendegi tarkam koni mimiram. Gozine-je asz’ar = Życie, umrę jeśli odejdziesz. Wybór wierszy, przekład na język perski Alireza Doulatszahi, Ivonna Nowicka, Baal Publications, Teheran-Iran 2010, ISBN 978-964-2574-28-5 (Seria: Studia polskie – III. Poezja polska – II)

Portugalski
- Mais uma lembrança = Jeszcze jedno wspomnienie, Magdalena Nowinska (Trans.), „Revista Literária em Tradução”, nº 1 (set/2010), Fpolis/Brasil, ISSN 2177-5141[22].

Ukraiński
- Розповідь для друга = Opowieść dla przyjaciela, przekład Włodzimierz Harmatiuk, Iwano-Frankiwsk 2012, ISBN 978-966-998-301-7[23][24].
- Знайомий з Котора = Znajomy z Kotoru (zbiór opowiadań: Znajomy z Kotoru, Niebieski ptak, Notatnik amerykański), przekład Włodzimierz Harmatiuk, Ternopil 2015, ISBN 978-966-2392-55-5[25].